# Örjans vall
 Der er for få eller ingen kildehenvisninger i denne artikel, hvilket er et problem. Du kan hjælpe ved at angive troværdige kilder til de påstande, som fremføres i artiklen.

Örjans vall er et fodboldstadion i Halmstad, Sverige. Den blev indviet i 1922 men er siden den tid blevet ombygget flere gange.
Örjans vall er Halmstads BKs og IS Halmias hjemmebane. Tidligere, før løbebanerne blev fjernet, er der også blevet arrangeret atletik- og skøjtekonkurrencer. Under VM i fodbold 1958 blev der spillet to VM-kampe på Örjans vall, Nordirland-Tjekkoslovakiet og Nordirland-Argentina.
Publikumrekorden er fra 1962 da 20.381 tilskuere var til kvalifikationskampen mellem Halmia og Landskrona BoIS. Siden er arenaen blevet bygget om, og publikumkapaciteten er i dag på omkring 15.500 tilskuere. Gennem de seneste år har det højeste antal tilskuere været 16.867 til kampen mellem Halmstads BK-IFK Göteborg i 2004. Ekstra tilskuertribuner måtte sættes ind for at få plads til de mange tilskuere.